# Comuna Voronivți, Teofipol
Voronivți (în ucraineană Воронівці) este o comună în raionul Teofipol, regiunea Hmelnîțkîi, Ucraina, formată din satele Nemîrînți și Voronivți (reședința).

## Demografie
Componența lingvistică a comunei Voronivți
     Ucraineană (99,51%)
     Alte limbi (0,49%)
Conform recensământului din 2001, majoritatea populației comunei Voronivți era vorbitoare de ucraineană (99,51%), existând în minoritate și vorbitori de alte limbi.